# Coniopteryx (Coniopteryx) mexicana
Coniopteryx (Coniopteryx) mexicana is een insect uit de familie van de dwerggaasvliegen (Coniopterygidae), die tot de orde netvleugeligen (Neuroptera) behoort. 
Coniopteryx (Coniopteryx) mexicana is voor het eerst wetenschappelijk beschreven door Meinander in 1974.